# Frota do Mar Negro

Insígnia da Frota do Mar Negro

A Frota do Mar Negro (em russo: Черноморский флот) é uma enorme sub-unidade estratégica-operacional da Marinha da Rússia, operando no Mar Negro e no mar Mediterrâneo desde o século XVIII. Esta sediada em vários portos ao longo do mar Negro e do mar de Azove.
Foi fundada pelo príncipe Gregório Alexandrovich Potemkin em 13 de maio de 1783, juntamente com a sua principal base, a cidade de Sebastopol. Derrotou os turcos em 1790, os Otomanos durante a Primeira Guerra Mundial, os alemães na Segunda Guerra Mundial e os georgianos durante a Guerra Russo-Georgiana.
Durante a Guerra Russo-Ucraniana (que começou em 2022), a frota russa no Mar Negro sofreu pesadas baixas pelos ataques de drones e mísseis ucranianos, com a mais notória sendo o afundamento do cruzador Moskva. Após perder diversos navios e equipamentos, a frota russa no Mar Negro limitou suas operações.

## História

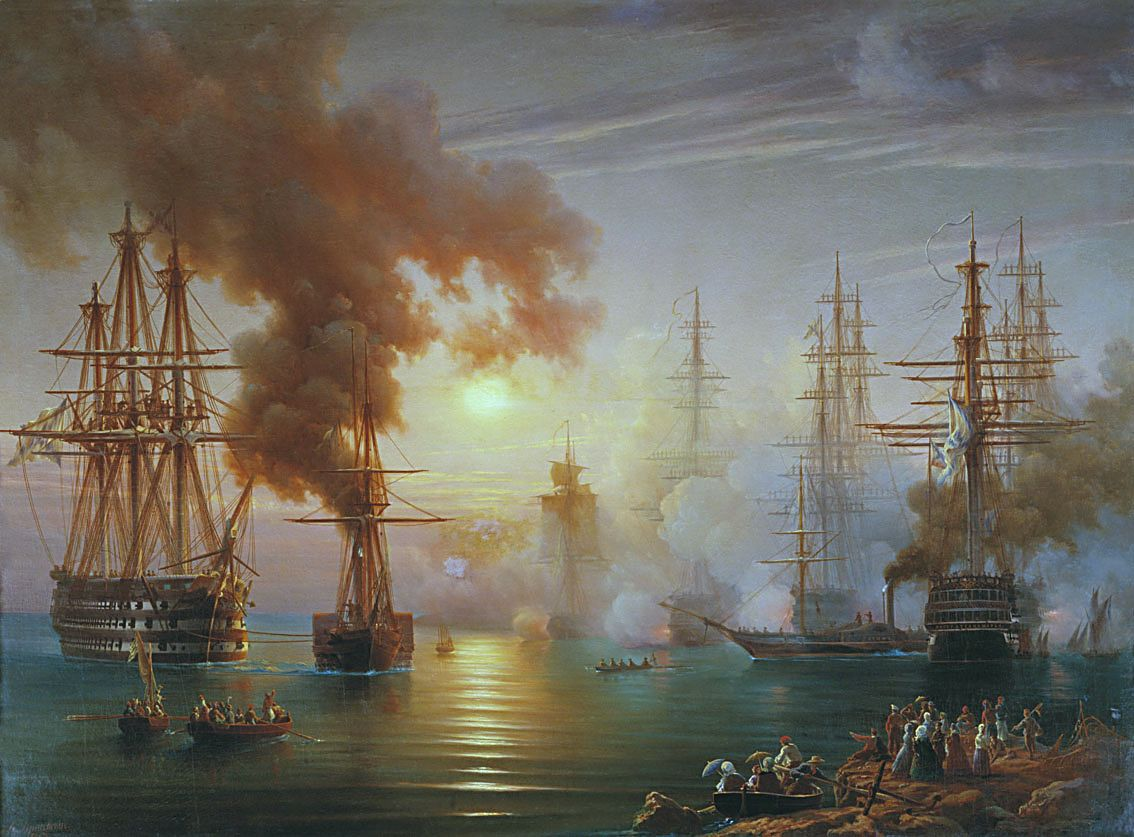
A Frota do Mar Negro após a Batalha de Sinope em 1853

### Império Russo
A Frota do Mar Negro é considerada por ter sido fundada pelo príncipeGregório Alexandrovich Potemkin em 13 de maio de 1783, juntamente com a sua principal base, a cidade de Sebastopol. Comandada inicialmente por almirantes lendários como Dimitri Nicolaievich Seniavin e Pavel Nakhimov, é uma frota de enorme importância política e histórica para a Rússia. Em 1790, a marinha russa sob o comando do almirante Fiodor Ushakov derrotou a frota turca na Batalha do Estreito de Kerch
De 1841 em diante, a frota ficou confinada no mar Negro pela Convenção de Londres sobre os Estreitos.
Como resultado da Guerra da Crimeia, uma provisão do Tratado de Paris era que o mar Negro russo deveria ser uma zona desmilitarizada, igual as ilhas Åland no mar Báltico (no entanto, a Rússia iria recobrar sua presença militar logo depois). O Tratado de Paris ainda é honrado pela Finlândia, mas não pela Rússia.
A tripulação do couraçado Kniaz Potemkin Tavricheski se revoltou em 1905, logo depois da marinha ter sido derrotada durante a Guerra Russo-Japonesa. Lenin escreveu que o Potemkin teve sua grande importância, por ser o primeiro núcleo revolucionário das forças armadas.
Durante a Primeira Guerra Mundial, houve uma série de conflitos entre a marinha russa e otomana no mar Negro. Os otomanos obtinham vantagem inicialmente, por estarem sob o comando do cruzador de batalha alemão Yavuz Sultan Selim, mas após a marinha russa adquirir dois navios de guerra modernos, o Imperatritsa Maria e Imperatritsa Ekaterina Velikaia, ambos construídos em Mykolaiv, os russos tomaram conta do mar até o governo russo colapsar em novembro de 1917. Submarinos alemães da Flotilha de Constantinopla e tropas leves turcas irão continuar destruindo os navios russos até o fim da guerra (agora, com bandeira alemã, vide Marinha Imperial Russa).

## Galeria

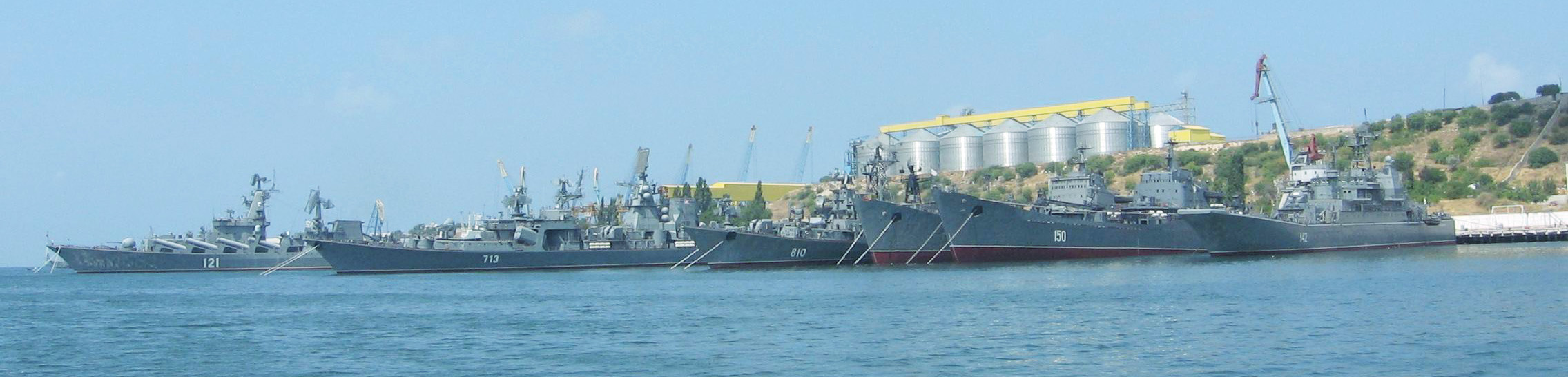
Navios de guerra russos no porto de Sebastopol, 2007